# The Fairly OddParents: A New Wish
The Fairly OddParents: A New Wish (Os Padrinhos Mágicos: Um Novo Desejo no Brasil e em Portugal) é uma série de animação estadunidense baseado e servindo como continuação da série original da Nickelodeon, The Fairly OddParents (2001–17), criado por Butch Hartman. É a terceira série da franquia, depois de The Fairly OddParents: Fairly Odder (2022). A série estreou como uma prévia em 17 de maio de 2024, e estreou oficialmente em 20 de maio de 2024. Também teve estreia internacional em 14 de novembro de 2024 na Netflix.

## Sinopse

### Premissa
Servindo como continuação da série original, The Fairly OddParents: A New Wish conta a história de Hazel Wells, uma menina de 10 anos que se mudou recentemente para a cidade de Dimmadelphia por causa do novo emprego de seu pai. Além de estar em um ambiente desconhecido, é também a primeira vez que ela fica sem o irmão mais velho, Antony, que saiu para começar a faculdade, deixando-a sozinha e insegura. Tudo isso muda quando seus vizinhos de cabelos rosa e verdes revelam que não são vizinhos comuns, mas sim os fadas padrinhos Cosmo e Wanda, que não se aposentam para se tornarem os padrinhos mágicos da Hazel.

### Contexto
The Fairly OddParents: A New Wish se passa na cidade fictícia de Dimmadelphia, para onde a família Wells se mudou.

## Personagens
- Ashleigh Crystal Hairston como Hazel Wells,[5] uma menina aventureira de 10 anos com interesses únicos e uma imaginação ainda mais selvagem. Cosmo e Wanda deixam a aposentadoria para se tornarem seus fadas padrinhos e realizar todos os seus desejos como resultado da saída de seu irmão Antônio para a faculdade, fazendo-a se sentir solitária.[7]
- Daran Norris como:
  - Cosmo,[5] um fada padrinho de Hazel e marido de Wanda.
  - Jorgen Von Strangle, uma fada baseada em Arnold Schwarzenegger que é melhor descrita como "a fada mais durão do universo" e primo distante de Cosmo.
- Susanne Blakeslee como Wanda,[5] uma fada madrinha de Hazel e esposa de Cosmo.
- Jentel Hawkins como Angela Wells,[8] a mãe de Hazel.
- Asante Jones como Marcus Wells,[9] o pai de Hazel.
- Iris Menas como Winn[10], um dos amigos de Hazel.
- Merk Nguyen como Jasmine[11], um dos amigos de Hazel.
- Marcus Montgomery como Whispers Fred, ele fala em voz baixa e faz vídeos ASMR.
- Kyle McCarley como Dev Dimmadome[12], o filho mais rico de Dale Dimmadome, ele também é meio idiota com Hazel.
- Carlos Alazraqui como Mr. Guzman[13], A professora de Hazel.
- Grey Griffin como
  - Bev[14], ela joga futebol e insiste em chamar isso de futebol.  Ela só diz "Futebol!"
  - Krentz[15], O diretor da escola
  - Mrs. Velasquez[16], um dos professores de Hazel.

## Produção
Em junho de 2023, foram feitos registros de marcas anexados à Paramount Global e Nickelodeon.
Em julho de 2023, Norris confirmou que um novo projeto The Fairly OddParents estava em andamento.
A série, agora intitulada The Fairly OddParents: A New Wish, foi anunciada oficialmente pela Nickelodeon em 23 de fevereiro de 2024. Com 20 episódios foram encomendados para a primeira temporada. A série é produzida pela FredFilms, Billionfold Inc. e Nickelodeon Animation Studio em Burbank, Califórnia.
A animação CG foi produzida pela Giant Animation em Dublin.

## Episódios
| N.º | Título                                                                            | Escrito por                               | Exibição original                                       | Exibição no Brasil e em Portugal                                                              | Cód. de produção | Audiência (milhões) |
| --- | --------------------------------------------------------------------------------- | ----------------------------------------- | ------------------------------------------------------- | --------------------------------------------------------------------------------------------- | ---------------- | ------------------- |
| 1 | "Voar (BR)" "Fly"                                                                 | Ashleigh Crystal Hairston & Lindsay Katai | 17 de maio de 2024 (prévia)20 de maio de 2024 (oficial) | 14 de novembro de 2024 (Netflix)26 de maio de 2025 (Nickelodeon)                              | FOP001–FOP008    | 0.09                |
| A peculiar Hazel Wells, de dez anos, acha difícil se ajustar à sua nova vida depois que seu irmão vai para a faculdade, até que ela descobre que seus vizinhos, Cosmo e Wanda, são verdadeiros padrinhos fadas disfarçados e a transformam em uma mosca. |                                                                                   |                                           |                                                         |                                                                                               |                  |                     |
| 2a | "Departamento de Mágicas e Violações (BR)" "The Department of Magical Violations" | James III                                 | 21 de maio de 2024                                      | 14 de novembro de 2024 (Netflix)27 de maio de 2025 (Nickelodeon)                              | FOP002           | 0.08                |
| Depois que Jorgen Von Strangle descobre que Cosmo e Wanda saíram da aposentadoria para serem padrinhos de Hazel, ele envia os três para o DMV (Departamento de Violações Mágicas) para testes de desejos para ver se eles pertencem um ao outro. Se falharem, Hazel será transferida para uma fada chamada Cookie. |                                                                                   |                                           |                                                         |                                                                                               |                  |                     |
| 2b | "Queridinha do Professor (BR)" "Teacher's Pal"                                    | Neyah Barbee                              | 22 de maio de 2024                                      | 14 de novembro de 2024 (Netflix)27 de maio de 2025 (Nickelodeon)                              | FOP003           | 0.07                |
| Depois de se sentir diferente de todos os outros, Hazel deseja ser amiga dos professores, mas quando ela percebe que tem um teste próximo, os professores se tornam imaturos. Mais tarde, ela repensa seu desejo. |                                                                                   |                                           |                                                         |                                                                                               |                  |                     |
| 3a | "Um Dinossauro em Dimmadelphia (BR)" "A Dinosaur in Dimmadelphia"                 | James III                                 | 23 de maio de 2024                                      | 14 de novembro de 2024 (Netflix)28 de maio de 2025 (Nickelodeon)                              | FOP006           | ASD                 |
| Quando Hazel deseja um dinossauro, Cosmo e Wanda trazem de volta seu amigo Baryonyx, Bary, do Cretáceo até o presente. Para encontrar seu propósito, Hazel gostaria de ter um emprego, mas acaba desistindo de todos. |                                                                                   |                                           |                                                         |                                                                                               |                  |                     |
| 3b | "Sem Medo (BR)" "Fearless"                                                        | Lindsay Katai                             | 27 de maio de 2024                                      | 14 de novembro de 2024 (Netflix)28 de maio de 2025 (Nickelodeon)                              | FOP004           | 0.10                |
| Quando sua amiga Jasmine se recusa a assistir a um filme de terror com ela, Hazel deseja que Jasmine seja corajosa. Embora isso acabe liberando todos os maiores medos de Jasmine, sendo ela a única que pode detê-los. |                                                                                   |                                           |                                                         |                                                                                               |                  |                     |
| 4a | "O Hazelton Hotel (BR)" "The Wellsington Hotellsington"                           | Ashleigh Crystal Hairston                 | 28 de maio de 2024                                      | 14 de novembro de 2024 (Netflix)29 de maio de 2025 (Nickelodeon)                              | FOP005           | 0.13                |
| Quando ela convida um garoto legal chamado Winn Harper para a festa do pijama dela e de Jasmine, Hazel deseja que seu prédio fosse um hotel de luxo. No entanto, quando a equipe de notícias visita, Hazel fica ocupada demais para sair com os amigos. |                                                                                   |                                           |                                                         |                                                                                               |                  |                     |
| 4b | "1500 Minutos de Fama (BR)" "1500 Minutes of Fame"                                | Ashleigh Crystal Hairston                 | 29 de maio de 2024                                      | 14 de novembro de 2024 (Netflix)29 de maio de 2025 (Nickelodeon)                              | FOP007           | 0.12                |
| Quando Hazel deseja ser famosa para ser votada em um superlativo de classe, o Pai Tempo atende seu desejo e ela fica famosa por 1.500 minutos (25 horas). No entanto, Krentz ameaça transferir Hazel para uma escola na Califórnia se ela não levar os alunos para a aula até 13h, então ela tenta acelerar o tempo, ao estilo nova-iorquino. |                                                                                   |                                           |                                                         |                                                                                               |                  |                     |
| 5a | "Pudinlândia (BR)" "28 Puddings Later"                                            | Wilder Smith                              | 30 de maio de 2024                                      | 14 de novembro de 2024 (Netflix)30 de maio de 2025 (Nickelodeon)                              | FOP012           | 0.07                |
| Depois de descobrir que Dev guarda todos os pudins no Dia do Pudim, Hazel deseja que todos tenham um suprimento ilimitado de pudim. Embora tenha acabado transformando todos os alunos em zumbis e com Hazel desejando pudim depois da foto da aula, os alunos ficam furiosos em busca de mais. |                                                                                   |                                           |                                                         |                                                                                               |                  |                     |
| 5b | "Cabelo Sem Vida (BR)" "Trial and Hair-ror"                                       | Kayla Renee Brooks                        | 3 de junho de 2024                                      | 14 de novembro de 2024 (Netflix)30 de maio de 2025 (Nickelodeon)                              | FOP013           | 0.12                |
| É a Semana do Espírito Escolar, mas quando sua mãe não está lá para pentear seu cabelo, Hazel deseja que seu cabelo tenha espírito, que Cosmo interpreta erroneamente como um espírito vivo e acaba dando vida própria ao cabelo dela. Diana, a Diva, fica brava quando Hazel usa produtos de cabelo nela e sai de sua cabeça, então uma Hazel careca e suas fadas procuram seu cabelo desgrenhado. |                                                                                   |                                           |                                                         |                                                                                               |                  |                     |
| 6a | "Ciência Estranha (BR)" "Weird Science"                                           | Alec Schwimmer                            | 4 de junho de 2024                                      | 14 de novembro de 2024 (Netflix)2 de junho de 2025 (Nickelodeon)                              | FOP011           | 0.08                |
| Quando o projeto científico de Hazel não funciona, ela deseja que funcione, forçando Cosmo e Wanda a alterar as leis da ciência e as leis do universo. Coisas bizarras começam a acontecer e as varinhas das fadas param de funcionar, então Hazel tenta encontrar uma maneira de salvar a cidade e o Mundo das Fadas que perderam sua magia devido ao desejo. |                                                                                   |                                           |                                                         |                                                                                               |                  |                     |
| 6b | "Enolazel Holmewells (BR)" "Mystery She Wished"                                   | Alex Horab                                | 5 de junho de 2024                                      | 14 de novembro de 2024 (Netflix)3 de junho de 2025 (Nickelodeon)                              | FOP009           | 0.06                |
| Quando ela tem que esperar outra hora pela noite de cinema de mistério dela e de seu pai, Hazel deseja poder resolver o mistério da senhoria desaparecida. Mais tarde, ela suspeita do homem que deu um pacote à senhoria e de sua família e faz perguntas sobre o que aconteceu. |                                                                                   |                                           |                                                         |                                                                                               |                  |                     |
| 7a | "Amor Ficcional (BR)" "Prime Meridian Love"                                       | Wilder Smith                              | 6 de junho de 2024                                      | 14 de novembro de 2024 (Netflix)4 de junho de 2025 (Nickelodeon)                              | FOP015           | 0.09                |
| Quando seus amigos não podem ir ao clube do livro para ler Prime Meridian Love devido ao baile da escola, Hazel deseja poder dançar com o personagem principal do livro, Kennueth. Eles começam a praticar a dança, mas quando chegam, Kennueth confunde Dev com seu rival, Duckworth. |                                                                                   |                                           |                                                         |                                                                                               |                  |                     |
| 7b | "Amizade Perfumada (BR)" "Stanky Danky"                                           | Steve Borst                               | 10 de junho de 2024                                     | 14 de novembro de 2024 (Netflix)5 de junho de 2025 (Nickelodeon)                              | FOP016           | ASD                 |
| Quando ela mal pode esperar pelo Trash Palooza de Dimmadelphia no dia seguinte, Hazel deseja que as pessoas não sejam monstros de lixo que Cosmo interpreta erroneamente como um monstro de lixo vivo. Mais tarde, ela o chama de ‘Stanky Danky’ e o traz para o evento. No entanto, o pai de Dev, Dale Dimmadone, faz Danky trabalhar para ele, forçando Hazel a salvá-lo. |                                                                                   |                                           |                                                         |                                                                                               |                  |                     |
| 8a | "Tudo Acaba em Pizza (BR)" "Peace of Pizza"                                       | Neyah Barbee                              | 11 de junho de 2024                                     | 14 de novembro de 2024 (Netflix)6 de junho de 2025 (Nickelodeon)                              | FOP014           | 0.06                |
| É o Dia da Gentileza e se todos na classe forem gentis, os alunos ganham uma festa de pizza, mas Dev se recusa a agir de maneira gentil. Hazel deseja que alguém convença Dev a ser gentil e Cosmo e Wanda tragam de volta o Pe-az, uma equipe de negociação de paz intergaláctica de vagens de ervilha, mas nenhuma de suas ideias funciona. |                                                                                   |                                           |                                                         |                                                                                               |                  |                     |
| 8b | "Dimmadomados (BR)" "A New Development"                                           | Neyah Barbee                              | 12 de junho de 2024                                     | 14 de novembro de 2024 (Netflix)9 de junho de 2025 (Nickelodeon)                              | FOP010           | ASD                 |
| Hazel e Dev recebem um projeto escolar juntos, forçando um ao outro a se dar bem. Eles têm que fazer uma caça ao tesouro e Dev e Hazel se divertem, com ela descobrindo um lado mais suave do valentão da escola. |                                                                                   |                                           |                                                         |                                                                                               |                  |                     |
| 9a | "Tribunal (BR)" "Cookie's Court"                                                  | Kayla Renee Brooks                        | 13 de junho de 2024                                     | 14 de novembro de 2024 (Netflix)10 de junho de 2025 (Nickelodeon)                             | FOP021           | 0.06                |
| Cosmo revela que ele e Wanda são fadas e ambos são enviados para o tribunal das fadas, com Hazel se tornando sua advogada. Se Cosmo e Wanda se declararem culpados, eles serão presos e Hazel será transferida para Cookie. |                                                                                   |                                           |                                                         |                                                                                               |                  |                     |
| 9b | "Toda Trabalhada na Magia (BR)" "Work Her Magic"                                  | Kayla Renee Brooks                        | 23 de julho de 2024                                     | 14 de novembro de 2024 (Netflix)11 de junho de 2025 (Nickelodeon)                             | FOP020           | ASD                 |
| Cosmo revela que ele e Wanda são fadas e ambos são enviados para o tribunal das fadas, com Hazel se tornando sua advogada. Se Cosmo e Wanda se declararem culpados, eles serão presos e Hazel será transferida para Cookie. |                                                                                   |                                           |                                                         |                                                                                               |                  |                     |
| 10 | "Achados e Perdidos (BR)" "Work Her Magic"                                        | Kayla Renee Brooks                        | 22 de julho de 2024                                     | 14 de novembro de 2024 (Netflix)12 de junho de 2025 (A) 13 de junho de 2025 (B) (Nickelodeon) | FOP017–FOP018    | ASD                 |
| Hazel comparece ao Festival Anual do Dia do Fundador, onde ela quer fazer desejos para ajudar outras pessoas no festival e ganhar um concurso de perguntas e respostas para um grande chapéu dourado de dez galões. No entanto, isso a coloca na mira do pai de Dev, Dale Dimmadome, que quer escanear a energia dos desejos dos infelizes frequentadores do festival e usá-la para lucro. Enquanto isso, com um Dev em conflito preso no meio de tudo isso, sua miséria pode levar a uma reunião que abalará o status quo para sempre. |                                                                                   |                                           |                                                         |                                                                                               |                  |                     |
| 11a | ASA "Crock to the Future"                                                         | James III                                 | 23 de julho de 2024                                     | ASA                                                                                           | FOP022           | ASD                 |
| Hazel comparece ao Festival Anual do Dia do Fundador, onde ela quer fazer desejos para ajudar outras pessoas no festival e ganhar um concurso de perguntas e respostas para um grande chapéu dourado de dez galões. No entanto, isso a coloca na mira do pai de Dev, Dale Dimmadome, que quer escanear a energia dos desejos dos infelizes frequentadores do festival e usá-la para lucro. Enquanto isso, com um Dev em conflito preso no meio de tudo isso, sua miséria pode levar a uma reunião que abalará o status quo para sempre. |                                                                                   |                                           |                                                         |                                                                                               |                  |                     |
| 11b | ASA "Battle of the Dimmsonian"                                                    | Wilder Smith                              | 24 de julho de 2024                                     | ASA                                                                                           | FOP019           | ASD                 |
| Hazel, Jasmine e Winn se preparam para sua festa do pijama no Museu Dimmsonian, mas Hazel e suas fadas começam a suspeitar de Dev e seus estranhos novos poderes de desejo. Durante a noite, Dev quer assustar seus colegas de classe e deseja que o espírito de Viozalia volte à vida, mas ele se volta contra ele e toma conta dos corpos de seus colegas de classe. Dev e Hazel conseguem parar Viozalia logo após descobrirem que cada um tem padrinhos fadas, e Cosmo e Wanda se reencontram com seu filho Poof/Peri, que foi designado como padrinho fada de Dev após os eventos de "Lost and Founder's Day". |                                                                                   |                                           |                                                         |                                                                                               |                  |                     |
| 12a | ASA "Patty Possum's Party Playground"                                             | Wilder Smith                              | 24 de julho de 2024                                     | ASA                                                                                           | FOP023           | ASD                 |
| Quando Winn fica triste porque o Patty Possum's Party Playground não é mais o mesmo, Hazel deseja que uma Patty Possum animatrônica estivesse viva. No entanto, as coisas pioram quando Patty se recusa a deixá-los sair e corre atrás deles. Enquanto isso, Cosmo e Wanda tentam recuperar suas varinhas de uma máquina de garras manipulada. |                                                                                   |                                           |                                                         |                                                                                               |                  |                     |
| 12b | ASA "A Date to Remember"                                                          | Neyah Barbee                              | 25 de julho de 2024                                     | ASA                                                                                           | FOP024           | ASD                 |
| Quando Winn fica triste porque o Patty Possum's Party Playground não é mais o mesmo, Hazel deseja que uma Patty Possum animatrônica estivesse viva. No entanto, as coisas pioram quando Patty se recusa a deixá-los sair e corre atrás deles. Enquanto isso, Cosmo e Wanda tentam recuperar suas varinhas de uma máquina de garras manipulada. |                                                                                   |                                           |                                                         |                                                                                               |                  |                     |
| 13a | ASA "Lost in Fairy World"                                                         | James III                                 | 25 de julho de 2024                                     | ASA                                                                                           | FOP026           | ASD                 |
| Quando Dev descobre o Mundo das Fadas, ele deseja poder ir até lá, mas Wanda o avisa que um lugar específico que ele não pode ir é o Hocus Poconos. Dev então rouba a varinha de Peri e vai até lá com Hazel, mas eles acabam no Star Dome. Enquanto isso, Peri tem uma discussão com Cosmo e Wanda, mas quando eles percebem que as crianças estão desaparecidas, eles procuram um rastreador de fadas para encontrá-los. Depois de passar o dia em cada local, Hazel e Dev finalmente chegam ao Hocus Poconos, mas eles se deparam com o Dragão Unwish, que tenta comê-los. |                                                                                   |                                           |                                                         |                                                                                               |                  |                     |
| 13b | ASA "The Treble with Rivals"                                                      | Wilder Smith                              | 29 de julho de 2024                                     | ASA                                                                                           | FOP026           | ASD                 |
| Quando Hazel descobre a rivalidade entre a banda da escola e a orquestra, ela deseja ser habilidosa em tocar todos os instrumentos para tentar em ambos, fazendo com que Cosmo e Wanda invoquem o Nmusic Phairy, que concede seu desejo. No entanto, seu plano não funciona, e seus dois amigos começam a discutir um com o outro, então ela deseja que a banda e a orquestra não tenham nada para discutir. No entanto, esse desejo apaga toda a música da Terra. Ela mais uma vez invoca o Nmusic Phairy, que lhe dá uma nota musical dourada com o poder de restaurar a música. Hazel consegue fazer com que todos se dêem bem durante o concerto, e o concerto é um sucesso. Depois, os pais de Hazel a surpreendem com uma visita de seu irmão mais velho, Antony. |                                                                                   |                                           |                                                         |                                                                                               |                  |                     |
| 14a | ASA "Rattleconda Racers"                                                          | Neyah Barbee                              | 29 de julho de 2024                                     | ASA                                                                                           | FOP027           | ASD                 |
| Antony mostra à família uma apresentação de slides de tudo o que ele fez na faculdade, mas Hazel quer jogar seu antigo jogo de tabuleiro favorito, Rattleconda Racers. Quando ele diz que vai jogar com ela em breve, Hazel acha que ele não quer jogar com ela e deseja estar "no jogo", mas Cosmo e Wanda interpretam mal seu desejo e mandam os dois para dentro do jogo. Enquanto no jogo, Hazel quer jogar pelas regras, enquanto Antony quer se divertir. Eles devem completar algumas tarefas para vencer, mas uma cascavel chamada Rhonda captura Cosmo e Wanda. Hazel e Antony partem para salvá-los depois que descobrem mais sobre a vida um do outro depois que se separaram. |                                                                                   |                                           |                                                         |                                                                                               |                  |                     |
| 14b | ASA "Dig a Little Deeper"                                                         | Alec Schwimmer                            | 30 de julho de 2024                                     | ASA                                                                                           | FOP027           | ASD                 |
| A turma de Hazel apresenta o que eles querem ser quando crescerem, e Hazel quer ser geóloga, mas sente que ainda não está pronta para apresentar. Hazel deseja estar em uma caverna e desenterrar uma pedra legal para impressionar seus colegas de classe. No entanto, eles logo ficam presos, e as varinhas de Cosmo e Wanda são roubadas por monstros de pedra sencientes que acham que Hazel e suas fadas estão lá para coletá-las. |                                                                                   |                                           |                                                         |                                                                                               |                  |                     |
| 15 | ASA "Operation: Birthday Takeback"                                                | Wilder Smith                              | 31 de julho de 2024                                     | ASA                                                                                           | FOP029           | ASD                 |
| É o aniversário de Dev, e seu pai contrata uma babá para cuidar dele, de Hazel e de todos os festeiros. No entanto, a babá que ele contrata é Vicky, que parece legal no começo, mas depois força todos a fazer produtos para sua loja online para ganhar mais dinheiro. Enquanto isso, Cosmo, Wanda e Peri descobrem o quarto secreto de Dale Dimmadome e descobrem que ele está investigando Hazel desde o Dia do Fundador. Hazel, Dev, Jasmine e Winn elaboram um plano para derrubar Vicky e salvar as outras crianças. Depois de algumas tentativas, eles conseguem fazê-la ir embora, mas quando Dev descobre que seu pai tem se concentrado mais em Hazel e suas fadas do que nele, ele tem outra briga com ela. |                                                                                   |                                           |                                                         |                                                                                               |                  |                     |
| 16a | ASA "Potazel Potahzel"                                                            | Ashleigh Crystal Hairston                 | 30 de julho de 2024                                     | ASA                                                                                           | FOP032           | ASD                 |
| Hazel só quer comer batatas fritas, então ela deseja poder comê-las em todas as refeições. No entanto, o desejo logo sai pela culatra e faz com que ela se transforme em uma batata, forçando Cosmo e Wanda a invocar a Mãe Natureza para fazê-la virar as costas. A Mãe Natureza então mostra a Hazel a Batata Mãe, que ela come inteiramente. Hazel ajuda a Mãe Natureza a cultivar uma nova Batata Mãe para compensar o que ela fez. |                                                                                   |                                           |                                                         |                                                                                               |                  |                     |
| 16b | ASA "The Haunting of Wells House"                                                 | James III                                 | 1 de agosto de 2024                                     | ASA                                                                                           | FOP031           | ASD                 |
| Hazel e seu pai assistem a um filme de terror, mas quando um fantasma de verdade sai da TV, Hazel deseja que ambos estivessem em seu próprio programa de investigação intitulado Paranormal Pursuit. Hazel, Cosmo e Wanda mais tarde encontram o fantasma e descobrem que ela é uma fada fantasma chamada Pepperlyn Monroosevelt, cujo único sonho é se tornar uma estrela de TV famosa. Quando Marcus pega Pepperlyn, Cosmo e Wanda chamam Jorgen para que todos possam exorcizá-la. |                                                                                   |                                           |                                                         |                                                                                               |                  |                     |
| 17a | ASA "Best of Luck"                                                                | Lindsay Katai                             | 1 de agosto de 2024                                     | ASA                                                                                           | FOP033           | ASD                 |
| Quando a classe se prepara para o Torneio Pedra, Papel e Tesoura, Dev tenta trapacear desejando, mas Peri não pode conceder nenhum de seus desejos, fazendo com que ambos briguem. Dev mais tarde conhece Foop/Irep, que se torna seu novo padrinho Anti-Fadas. Dev então deseja que Hazel tenha má sorte, e ela acaba perdendo o torneio para Dev. Quando Dev revela Foop para Hazel e suas fadas, Cosmo e Wanda se envolvem em uma batalha de varinhas com a Anti-Fadas, e Jorgen aparece e se livra de Irep. Dev então pede a seus O-Pairs para pesquisar tudo o que há para saber sobre Anti-Fadas. |                                                                                   |                                           |                                                         |                                                                                               |                  |                     |
| 17b | ASA "Hazel Wells and the Multiverse of Jenkins"                                   | James III                                 | 5 de agosto de 2024                                     | ASA                                                                                           | FOP034           | ASD                 |
| Quando Dev conta a Hazel que um garoto chamado Jenkins tem uma queda por ela, ela se envergonha na frente dele e deseja fazer tudo de novo, fazendo Cosmo e Wanda invocarem o Pai Tempo. O Pai Tempo dá a Hazel um cereal mágico chamado Time Loops que a deixa voltar no tempo alguns minutos antes toda vez que ela o come. No entanto, Hazel continua se envergonhando toda vez, e o Sr. Guzman diz a Hazel que às vezes ela precisa se sentir confortável em se sentir desconfortável. Hazel então diz a Jenkins que ela não tem uma queda por ele, confundindo-o. Dev então revela que ele mentiu sobre tudo. |                                                                                   |                                           |                                                         |                                                                                               |                  |                     |
| 18a | ASA "Growing Pains"                                                               | Neyah Barbee                              | 5 de agosto de 2024                                     | ASA                                                                                           | FOP035           | ASD                 |
| Hazel está animada para assistir Gregory 6: The Puppet Master, mas descobre que o filme é classificado como PG-13, e ela teria que ir com seus pais barulhentos. Hazel deseja ter 13 anos para poder ir ao cinema sozinha, mas desde que Cosmo e Wanda usaram magia para fazê-la ter 13 anos, ela começa a experimentar a versão das fadas da puberdade, a Puberdade do Macarrão, atingindo-a de uma só vez. Em casa, seus pais dizem que ela não deve ter pressa para crescer e deve aproveitar a vida como ela é agora. |                                                                                   |                                           |                                                         |                                                                                               |                  |                     |
| 18b | ASA "Fairy for a Day"                                                             | Wilder Smith                              | 6 de agosto de 2024                                     | ASA                                                                                           | FOP036           | ASD                 |
| Quando Cosmo e Wanda se preparam para a FairyCon, uma convenção anual no Fairy World que exibe produtos e estreias de filmes, Hazel deseja poder ir, e eles a trazem disfarçada para o local. Durante a convenção, Hazel assina um certificado oficial para se tornar uma fada, criando assim Lezah, uma contraparte anti-fada que destrói o terreno da convenção. O trio eventualmente derrota Lezah e restaura a convenção ao normal. |                                                                                   |                                           |                                                         |                                                                                               |                  |                     |
| 19a | ASA "Stuck in My Head"                                                            | Kayla Renee Brooks                        | 6 de agosto de 2024                                     | ASA                                                                                           | FOP037           | ASD                 |
| Depois de um teste de compatibilidade BFF fracassado, Hazel acha que Winn e Jasmine não sabem o suficiente sobre ela, então ela deseja que todos eles estivessem dentro de sua mente. As coisas vão bem até que Hazel tenta esconder seus poemas embaraçosos e acidentalmente libera seu "Mind Worm", que incorpora todos os seus pensamentos negativos. Ela logo se lembra da sabedoria de sua mãe sobre permanecer positiva e aprender a seguir em frente com seus amigos. |                                                                                   |                                           |                                                         |                                                                                               |                  |                     |
| 19b | ASA "Mind the Gap"                                                                | Neyah Barbee                              | 7 de agosto de 2024                                     | ASA                                                                                           | FOP038           | ASD                 |
| Depois que Winn e Jasmine resolvem o espaço entre os dentes de Hazel, ela deseja que seu espaço tenha desaparecido. Cosmo e Wanda invocam a Fada do Dente, que preenche seu espaço com um dente falante chamado Toothica. No entanto, a atitude atrevida do dente logo coloca Hazel em apuros. Hazel eventualmente se livra de Toothica quando ela a prepara para falar contra a Fada do Dente em uma grande cerimônia. |                                                                                   |                                           |                                                         |                                                                                               |                  |                     |
| 20 | ASA "The Battle of Big Wand"                                                      | James III                                 | 8 de agosto de 2024                                     | ASA                                                                                           | FOP039–FOP040    | ASD                 |
| Hazel conseguiu fazer seu milionésimo desejo, permitindo assim seu único desejo sem regras, mas antes que ela possa fazê-lo, ela encontra Dev e Irep assumindo o controle do Mundo das Fadas. Todas as fadas perdem sua magia e são aprisionadas, pois o chip de poder na Grande Varinha é substituído para favorecer as Anti-Fadas. As fadas também são conhecidas por todos os humanos, com crianças fazendo desejos ilimitados sem regras e criando o caos. Para piorar as coisas, sem a capacidade de usar sua magia, as fadas estão começando a sofrer de acúmulo mágico, uma condição mortal que as fadas experimentam se pararem de conceder desejos por um longo período de tempo. Hazel então reúne Antony, Winn e Jasmine para lutar contra as Anti-Fadas. Dev descobre que seu pai ainda o ignora depois do que ele conquistou; depois de ser lembrado do cuidado que Peri lhe deu desde que se conheceram, bem como da percepção de que suas ações acabariam matando o único ser que realmente se importava com ele, Dev devolve o chip de poder original, que Hazel oportunamente coloca de volta para evitar a morte de suas fadas. O Mundo das Fadas é restaurado e todos os humanos esquecem da revelação, com Dev perdendo Peri e sua memória das fadas voluntariamente como punição por assumir o Mundo das Fadas. Depois, Hazel decide que seu desejo sem regras é que Antony, Winn e Jasmine mantenham todas as suas memórias. |                                                                                   |                                           |                                                         |                                                                                               |                  |                     |

## Música
A Republic Records Kids & Family lançou o álbum de trilha sonora da série de animação da Nickelodeon, The Fairly OddParents: A New Wish em 20 de setembro de 2024 nas plataformas de música, contém 22 músicas da série e tem duração de 39 minutos e 57 segundos. O álbum apresenta seleções da música original da série composta por Caleb Chan e Brian Chan. Também estão incluídas as músicas da série escritas por Ryan Lofty e Courtney Lofty, bem como a música tema arranjada e produzida por Chris Sernel e Grayson DeWolfe.
Lista de faixas
| N.º            | Título                                            | Compositor(es)               | Duração |  |
| 1.             | "The Fairly OddParents: A New Wish Theme Song"    | Chris Sernel Grayson DeWolfe | 00:30   |  |
| 2.             | "New Yorkity York"                                | Courtney Lofty Ryan Lofty    | 00:55   |  |
| 3.             | "Patty Possum's Friendship Song"                  | Courtney Lofty Ryan Lofty    | 00:47   |  |
| 4.             | "Patty Possum's Friendship Song - Live Band"      | Courtney Lofty Ryan Lofty    | 01:08   |  |
| 5.             | "Patty Possum's Friendship Song - Unhinhed Chase" | Courtney Lofty Ryan Lofty    | 01:04   |  |
| 6.             | "Lovely Love Song"                                | Courtney Lofty Ryan Lofty    | 01:12   |  |
| 7.             | "I Love Fries"                                    | Courtney Lofty Ryan Lofty    | 00:47   |  |
| 8.             | "Time Loops"                                      | Courtney Lofty Ryan Lofty    | 00:27   |  |
| 9.             | "Proud of My Son - Dubstep Remix"                 | Courtney Lofty Ryan Lofty    | 00:35   |  |
| 10.            | "A New Wish"                                      | Brian Chan Caleb Chan        | 02:23   |  |
| 11.            | "Fly Hazel"                                       | Brian Chan Caleb Chan        | 01:34   |  |
| 12.            | "Teacher's Pal"                                   | Brian Chan Caleb Chan        | 02:02   |  |
| 13.            | "Fearless"                                        | Brian Chan Caleb Chan        | 02:37   |  |
| 14.            | "Wellsington Hotelsington"                        | Brian Chan Caleb Chan        | 02:32   |  |
| 15.            | "Dev Dimmadome"                                   | Brian Chan Caleb Chan        | 02:04   |  |
| 16.            | "Fairly Heisty"                                   | Brian Chan Caleb Chan        | 01:49   |  |
| 17.            | "Prime Meridian Love"                             | Brian Chan Caleb Chan        | 01:58   |  |
| 18.            | "Peri and Irep"                                   | Brian Chan Caleb Chan        | 03:15   |  |
| 19.            | "Viozalea"                                        | Brian Chan Caleb Chan        | 02:05   |  |
| 20.            | "Rattlleconda"                                    | Brian Chan Caleb Chan        | 03:14   |  |
| 21.            | "Love and Games"                                  | Brian Chan Caleb Chan        | 02:37   |  |
| 22.            | "Battle of the Wands"                             | Brian Chan Caleb Chan        | 04:12   |  |
| Duração total: | Duração total:                                    | Duração total:               | 39:57   |  |